# Александър Димитров
Вижте пояснителната страница за други личности с името Александър Димитров.
Александър Тенев Димитров, наричан Брадата, е български политик от Българския земеделски народен съюз (БЗНС), един от водачите на неговото радикално крило. Той е вътрешен (1919 – 1921) и военен министър (1921) на България. Убит е от терористи от Вътрешната македонска революционна организация (ВМРО).

## Биография
Александър Димитров е роден през 1878 година в село Слокощица, Кюстендилско. През 1895 завършва Кюстендилското педагогическо училище, след което е учител в близките села Новоселяне, Горна Козница, Коркина, Бобов дол и Шатрово, където издава вестник „Шатровски глас“. В годините, прекарани там, той успява да развие широка учебна и извънучебна самодейност сред населението, както и широко да разпространява идеите за коопериране и модерно земеделие. По това време осъществява кореспонденция с Янко Забунов, а през 1899 година участва в основаването на БЗНС, от 1901 година е член на неговия Управителен съвет, от 1906 година касиер, а от 1910 година – секретар на организацията. През този период взема участие и в работата на ВМОРО, като е близък с групата на Яне Сандански.
Като един от водачите на БЗНС, Александър Димитров е избиран за народен представител от 1908 до смъртта си, с изключение на XV обикновено народно събрание, по време на изборите за което е изпратен в затвора за половин година. В XVII обикновено народно събрание той е председател на парламентарната група на БЗНС и един от най-активните противници на влизането на България в Първата световна война.
През 1919 Димитров става министър на вътрешните работи и народното здраве в правителството на Александър Стамболийски. В края на 1919 и началото на 1920 ръководи насилственото прекратяване на Транспортната стачка. Участва в създаването на Временната комисия на македонските братства в България, предшестваща Македонска федеративна организация. През 1921 година става министър на войната.
С цел да подобри отношенията със съседните държави, най-вече с Югославия и Гърция, Димитров не одобрява и прави и опити да ограничи въоръжените нападения на ВМРО в граничните райони, заради което на 22 октомври 1921 е убит в Конявската планина по нареждане на Тодор Александров от четата на Иван Бърльо. Погребан е в близкото село Горна Козница.

## Оценки
В надгробното си слово за него, Александър Стамболийски казва: „Александър Димитров е един великан като човек, като другар, като публицист, като политик, като оратор, като борец, като кооператор и като държавник! Той имаше девствен морал...“ и още „Аз ценя живота на човека не по количеството на изживените години, а по количеството и качеството на изпълнения дълг!“. Приживе отново Стамболийски свидетелства „Аз и Димитров представлявахме едно цяло: аз бях кроячът, той – шивачът...“, а през 1920 в очерка си за него пише: „Той е Васил Левски на Земеделския съюз!“
Журналистът Петър Карчев, активист на Националлибералната партия, много от водачите на която са арестувани от Димитров, пише за него:
| „ | ...Александър Димитров, дясна ръка на Стамболийски, суров и фанатичен в привързаността си към интересите на БЗНС, така както те се мяркаха в партизанското му въображение. Но Александър Димитров беше политически деец от провинциален мащаб, с доста тесен хоризонт. Неговият умствен ръст не стигаше, за да се защитят с достатъчен разум интересите на съюза. Що се касае до преценката на държавните, широкообществените интереси – силите му бяха съвсем недостатъчни. | “ |